# Hans Boner (1516–1562)
Hans Boner (geboren 1516 in Krakau; gestorben 1562) war Sohn des Bankiers und Kaufmanns Severin Boner und der Zofia Bethman, er gehörte dem Patriziergeschlecht der Bonerowie an. Er war Burggraf von Krakau, Kastellan von Krakau, Auschwitz, Biecz und Chełm sowie Starost von Rabsztyn und der Zips. Sein Vater schickte ihn auf Wanderschaft nach Nürnberg, Freiburg im Breisgau, Rom, Neapel und Frankreich. Dort kam er in Kontakt mit den Ideen Johannes Calvins, die er bald selbst übernahm. Später wurde er Vorsitzender der calvinistischen Gemeinde in Kleinpolen und stellte seine Gärten hinter dem Nikolaustor als Versammlungsort der Krakauer Gemeinde zur Verfügung. 1549 heiratete er die polnische Magnatin Katarzyna Tęczyńska. 1552 wurde er Senator im polnischen Sejm. Nach dem Tod von Piotr Kmita Sobieński übernahm er 1553 die Verwaltung der Zips. Er baute das Schloss Balice und das Bonerhaus Krakau aus. Er starb kinderlos und wurde in der Kapelle des protestantischen Familienzweigs der Boner in Kromołów beigesetzt. Sein Vermögen erbte seine Schwester Zofia Boner, die Ehefrau des Kronmarschalls Jan Firlej.